# Vraie Église orthodoxe russe - Synode lazarite
Pour les articles homonymes, voir Vraie Église orthodoxe russe.
La Vraie Église orthodoxe russe une Églises orthodoxes de Russie issue de l'« Église des catacombes » (clandestine et opposée à l'Église officielle après la révolution bolchevique), vues comme non canonique par les Églises orthodoxes principales.
Elle s'est organisée publiquement dans les années 1990 avec l'assistance de l'Église orthodoxe russe hors frontières avant de s'en séparer en 2000.
Le primat actuel de l'Église est l'archevêque Tikhon d'Omsk et de Sibérie (depuis 2005).

## Organisation

### Europe
- Diocèse d'Europe Occidentale[1], siège à Athènes (Gerakas).

### États-Unis
- Doyenné d'Amérique du Nord, deux paroisses[2].

### Mouvements centrifuges et schismes
Le diocèse de Trenton et d'Amérique du Nord de Mgr Stéphane était en opposition avec le Synode lazarite depuis novembre 2016, mais qui est retourné à la communion avec de dernier en avril 2017.
L'ensemble du clergé du diocèse de Sydney et d'Australie du Synode lazarite est passé en août 2018 sous la juridiction de l'Église orthodoxe russe hors frontières - District de la diaspora de l'Église orthodoxe russe.